# Eugoa formosibia
Eugoa formosibia är en fjärilsart som beskrevs av Embrik Strand 1917. Eugoa formosibia ingår i släktet Eugoa och familjen björnspinnare. Inga underarter finns listade i Catalogue of Life.